# Golfo di Aniva
Il golfo di Aniva (in russo Залив Анива?, in giapponese: 亜庭湾) è un'insenatura situata nella parte meridionale dell'isola di Sachalin, in Russia. Si trova nell'oblast' di Sachalin (Circondario federale dell'Estremo Oriente) e si affaccia sul mare di Ochotsk.

## Geografia
Il golfo di Aniva, che si affaccia sullo stretto di La Pérouse, è delimitato a ovest dalla penisola di Crillon che termina con capo Crillon, il punto più meridionale di Sachalin, e ad est dalla penisola Tonino-Anivskij, che termina in capo Aniva. L'insenatura è lunga 90 km e larga 104 km, la profondità dell'acqua arriva fino a 90 m. Al centro del golfo, in un'insenatura minore, il golfo Lososej (бухта Лососей; "baia del salmone"), si trova la città di Korsakov, sulla costa ovest, e sul lato est Aniva. Sfocia nel golfo il fiume Ljutoga.

### Fauna
Il mare è ricco di pesce: salmoni, merluzzi, platesse, aringhe e granchi. Data la temperatura temperata delle acque è presente la balena grigia.